# 五胡十六国時代

五胡一六国の変遷

五胡十六国時代（ごこじゅうろっこくじだい）は、中国の時代区分のひとつ。304年の漢（前趙）の興起から、439年の北魏による華北統一までを指す。五胡十六国（ごこじゅうろっこく）は、当時、中国華北に分立興亡した民族・国家の総称である。十六国とは北魏末期の史官の崔鴻が私撰した『十六国春秋』に基づくものであり、実際の国の数は16を超える。
後漢末期から北方遊牧民族の北方辺境への移住が進んでいたが、西晋の八王の乱において諸侯がその軍事力を利用したため力をつけ、永嘉の乱でそれを爆発させた。

## 五胡十六国という呼び名
五胡とは匈奴・鮮卑・羯・氐・羌の5つのことである。匈奴は前趙、夏、北涼を、鮮卑は前燕、後燕、南燕、南涼、西秦を、羯は後趙を、氐は成漢、前秦、後涼を、羌は後秦を、漢族が前涼、冉魏、西涼、北燕をそれぞれ建てた。
また、匈奴によって建てられた前趙、鮮卑慕容部によって建てられた前燕といった説明がされるが、これはあくまで中心となって建てた民族であり、その国家の中には複数の民族が混在していた。

## 歴史

### 戦乱の前段階

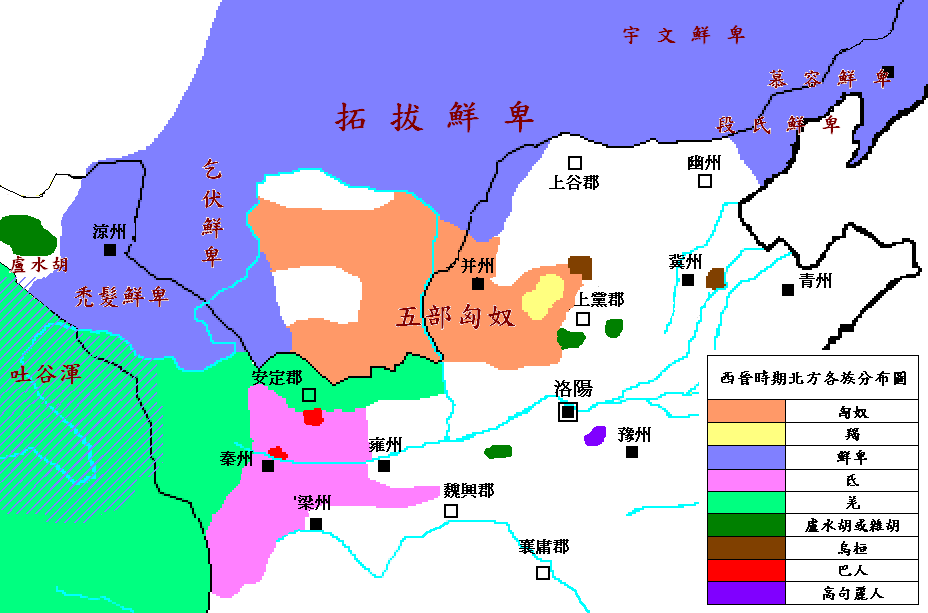
西晋時代の北方遊牧民族の領域

前漢の宣帝の時代に匈奴が分裂し、後漢の光武帝時代には醢落尸逐鞮単于が光武帝の下に入朝して、匈奴は漢朝領周縁に居住することとなった。後漢末期には山西省北部に居住する者もいた。一方、北アジアの覇権は鮮卑が奪取する。鮮卑は2世紀・3世紀に檀石槐の元で北アジアに覇権を唱えたが、その後分裂した。
西にいた羌族は漢の統制下に入っていたが、何度か漢に対しての反乱を起こした。氐族は前漢代より甘粛・陝西・四川に居住し、漢の支配下に入っていた。この氐族は漢化が進み、後漢末期にはほとんど定住農耕民として暮らしていた。
また、三国時代には魏の曹操や曹丕が、周辺異民族の自国領周縁への移住政策を行ったこともある。内地へ移住した諸民族は、それまでの部族形態を維持したまま中国の傭兵として使われた場合が多い。

### 五胡十六国時代の幕開け

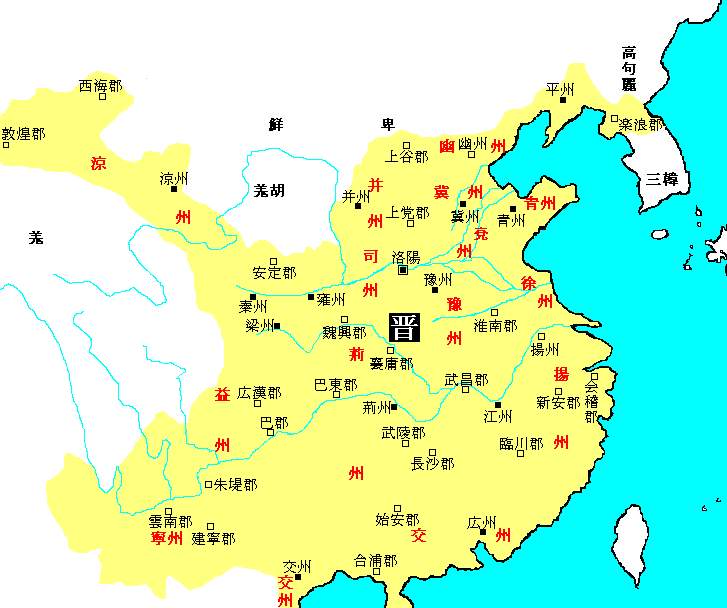
西晋の地方行政区分。

三国時代の抗争の後、ようやく中国を再統一した晋の司馬炎であったが、統一後はだらしなくなり、女色に耽って政治を省みないようになる。その死後に即位した恵帝は暗愚で知られる皇帝であり、皇后の賈南風などに利用されるがままであった。賈南風らは自分たちの権力を固めようと諸侯王たる皇族たちを巻き込み、八王の乱と呼ばれる内乱を勃発させたため、国内は大騒乱となる。
この乱が大規模なものとなった理由として、晋が諸侯王に対して与えた兵力がかなり大きいものであったことが挙げられる。前代の魏は諸侯王の兵力を大きく削り、監視を厳しくして皇帝に対する反乱ができないように抑えつけた。結果、諸侯王は反乱を起こせなくなり、皇族間による内乱は発生しなかった。一方、中央では短命な皇帝や幼帝が続いたこともあって、重臣の司馬懿が台頭するようになったものの、これを抑える力を持った諸侯王が登場することもなかった。結果、魏は司馬氏による簒奪を許してしまったのである。
簒奪の結果成立した晋では、これを教訓に諸侯王に大きな兵力を与えたが、それが過ぎたため、今度は有力な諸侯王による権力争いが生じ、彼らは己の兵力をもって対抗しあったため乱は泥沼化した。諸侯王は友好関係にある塞外異民族を傭兵として用いた。
八王の乱は306年に終結するが、晋の国力衰退は明らかであり、匈奴の単于の家系である劉淵はこれを好機と見た。彼は八王の1人であった成都王司馬穎に従い鄴に駐屯していたが、都督幽州諸軍事王浚・并州刺史司馬騰の討伐を名目にして鄴から離れ、304年に山西の離石で自立して匈奴大単于を名乗り、漢と匈奴が兄弟の契りを交わしていたことを名目として漢王の座に就いた（劉淵死後に改称して前趙となる）。同年には、四川でも巴賨族の李雄が成都王を名乗って晋より独立した（後に国号を大成とし、さらに漢と改称したので成漢と呼ばれる）。また甘粛では晋の涼州刺史であった張軌が自立し、前涼政権を建てた（王とは名乗らず晋に対して称臣していた）。五胡十六国時代の幕開けである。

### 華北王朝の興亡

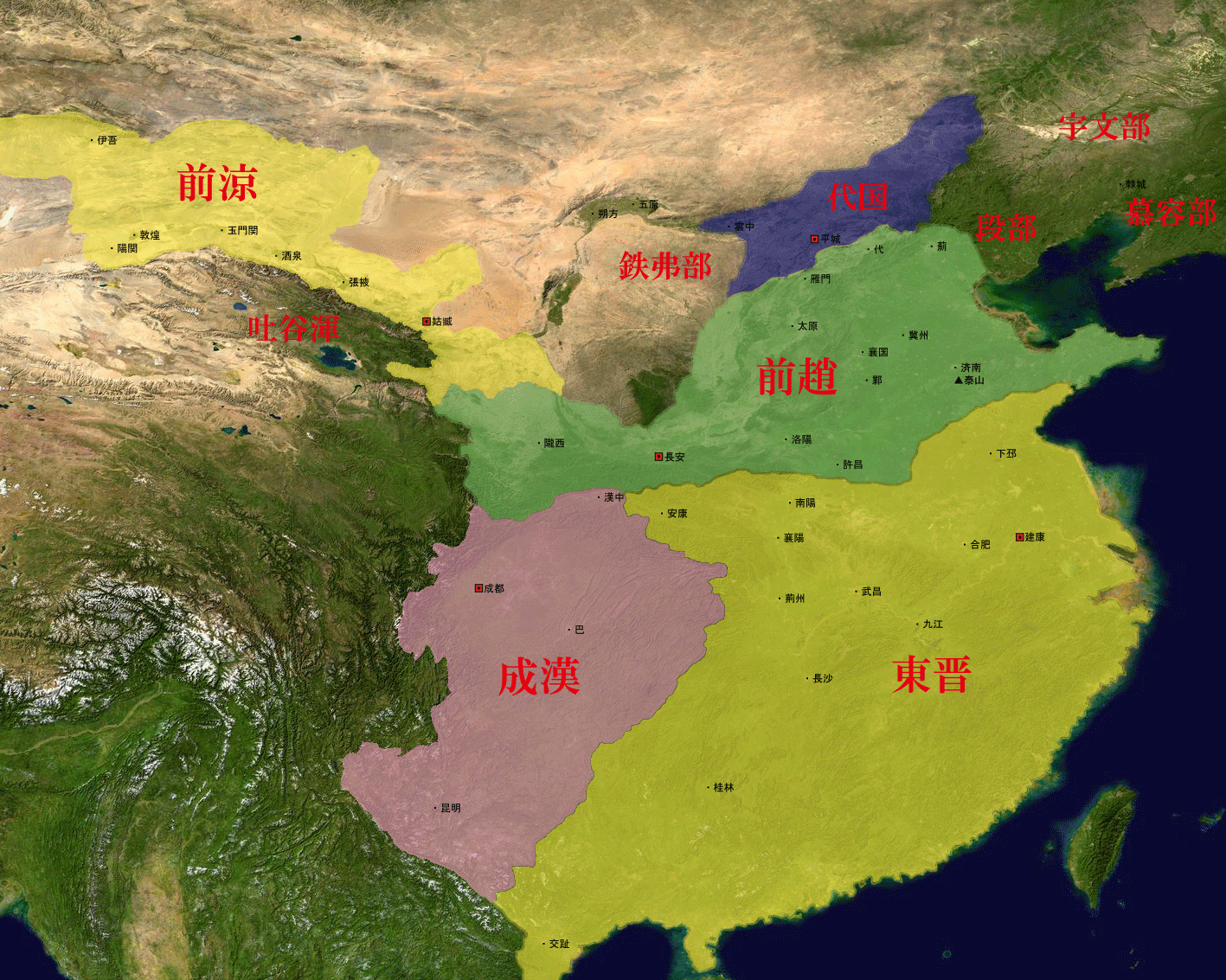
前趙、成漢、前涼の独立。

劉淵は匈奴の羯族出身である石勒や漢人の将軍王弥を従えて山西一帯を攻略し、308年には漢皇帝を名乗る。劉淵は310年に死去し、一旦は長男の劉和が跡を継ぐが、人望が無く異母弟の劉聡が取って代わった。劉聡は翌311年に晋の首都洛陽を落として恵帝の弟の懐帝を虜にし、晋を実質上滅ぼした（永嘉の乱）。その後、長安では残党によって懐帝の甥の愍帝が擁立され、漢に対して抵抗を続けたが、316年にこれを滅ぼして、晋を完全に滅亡させた。
晋の皇族であった司馬睿はそれ以前より南の建業（後に建康と改称）にいたが、愍帝が殺されたことを聞くと、帝位に就いて晋を再興した。これは東晋と呼ばれ、前趙に滅ぼされた王朝は西晋と呼ばれる。
318年に劉聡は死去し、後継を巡って争いが起きる。これは最終的に族子（同族内の子供の世代にあたる者のこと）の劉曜によって収められ、劉曜は即位して国号を趙（石氏が建国した後趙と区別するため、前趙と史称される）と改める。
しかし、東方の攻略に出されていた石勒は襄国（現在の河北省邢台市）に拠って自立し、翌年には大単于趙王を名乗った。石勒はこの時鮮卑の拓跋部・段部と結んで王浚や劉琨を討伐して河北・河南を領有し、山東の曹嶷も滅ぼし、洛陽を境に前趙とにらみ合った。その後10年ほど睨み合いが続くが、劉曜は次第に酒色に耽るようになった。

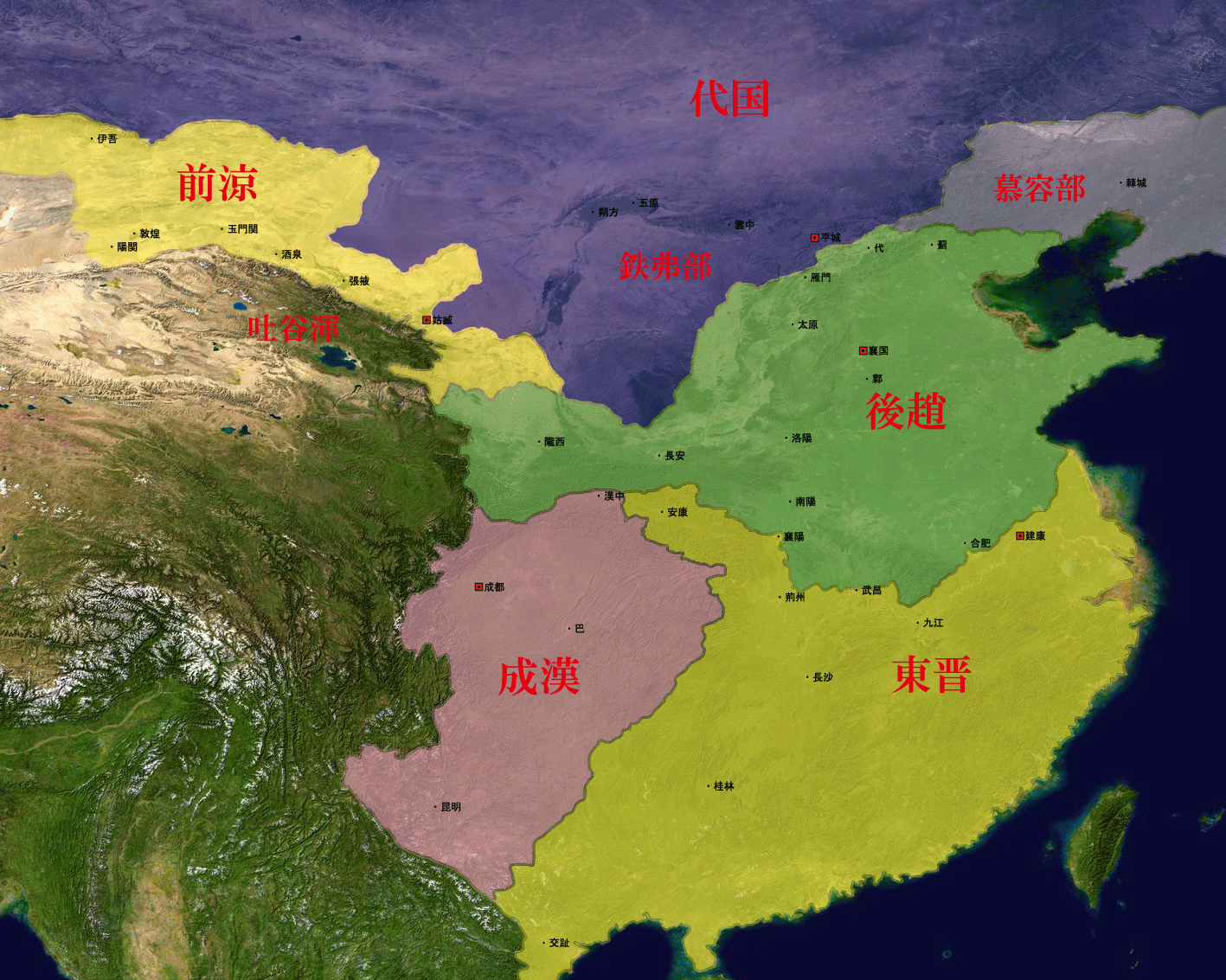
後趙の独立。

328年に劉曜は後趙に占領された洛陽を奪還するべく親征するが、石勒の従甥の石虎の軍に大敗して捕虜となり処刑された。残った太子の劉煕も翌年に石虎に敗北して殺され、前趙は滅亡、後趙が華北をほぼ統一した。石勒は翌330年に天王を名乗り、さらに皇帝に即位した。
石勒は333年に死去し、息子の石弘が即位するが、石虎が廃位・殺害して自ら即位した。石虎は鄴に遷都し、鮮卑段部を滅ぼして後趙の最盛期を作った。一方で残虐な振る舞いが多く、溺愛していた息子の石韜が太子石宣によって殺されると、石宣を含めた一族を多数殺害した。石虎が349年に死去すると太子の石世が即位したが、間もなくして石斌に殺害され、彼の兄弟たちによる後継者争いが起きた。
この時に漢人で石虎の養孫の石閔は後趙の皇族らを殺して簒奪し、国号を魏と定めた。その際に、元の名である冉閔に戻している。彼が建てた国は、後に建国された北魏などと区別するために冉魏と史称されるが、短命に終わったため五胡十六国の中には入っていない。後趙の残党はその後しばらく抵抗したが、351年に完全に滅亡した。

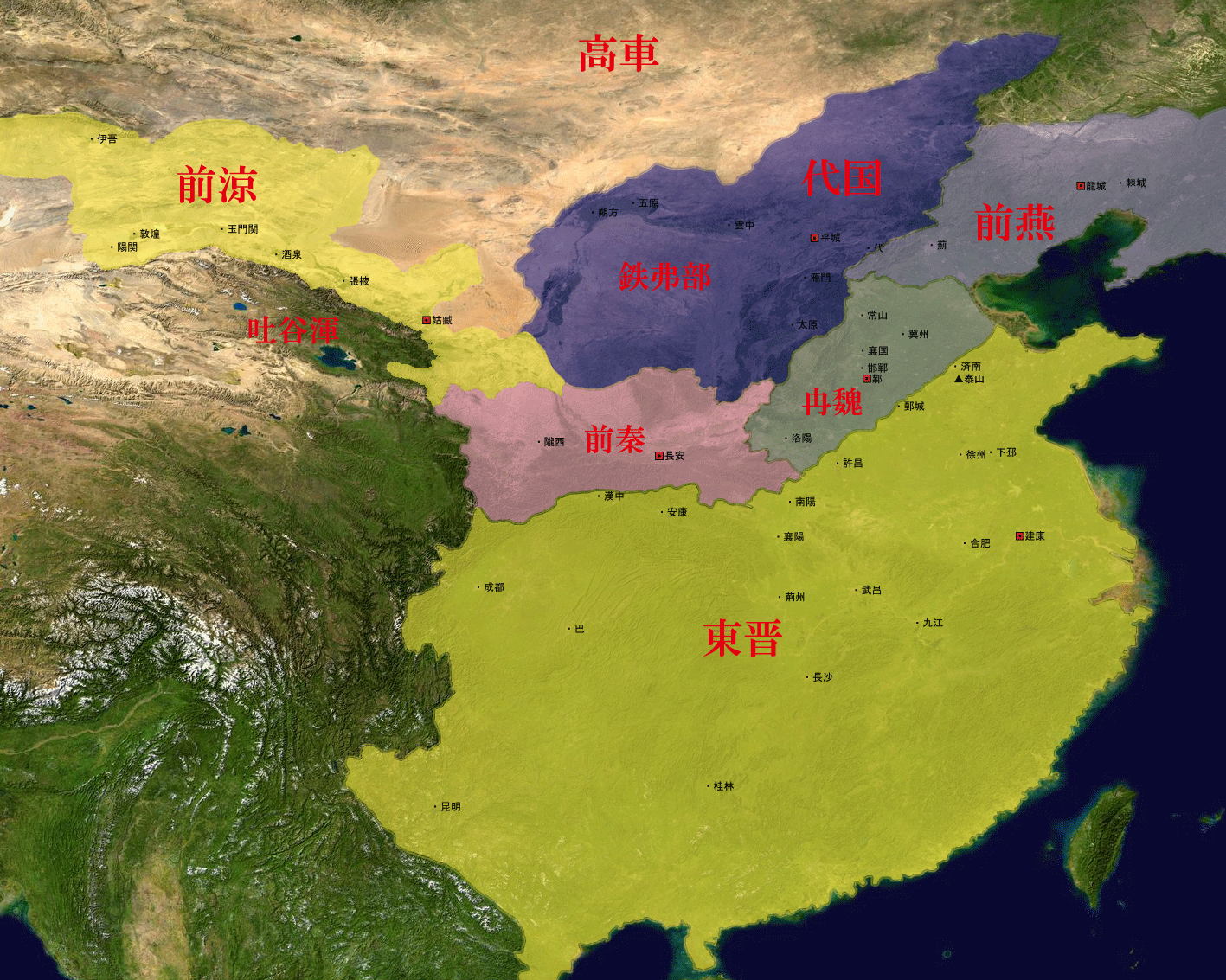
前秦、前燕、冉魏の成立。

冉閔は石氏を筆頭とした羯族の連年の戦争と略奪を背景として、旧後趙領の漢人に異民族への復讐を呼びかける檄文を飛ばした。結果、漢人諸侯の決起と胡族同士の戦いによって数十万に上る胡人が殺害され、残った異民族は故郷への脱出を図った。史書によると、無事に帰れた者は十に二、三と言われるほどであったという。しかし、東晋に対しても敵対したため、一部の漢人からも背かれた。
その頃、遼東では既に337年に鮮卑慕容部が慕容皝の元で前燕を建てており、次男の慕容儁が跡を継いでいた。冉魏の混乱を見た前燕は中原へと進出を図り、慕容儁の弟の慕容恪は冉魏軍に連勝し、352年に冉閔を捕らえて殺害、冉魏を滅ぼして龍城から鄴に遷都、慕容儁は皇帝に即位した。

### 前秦の華北統一

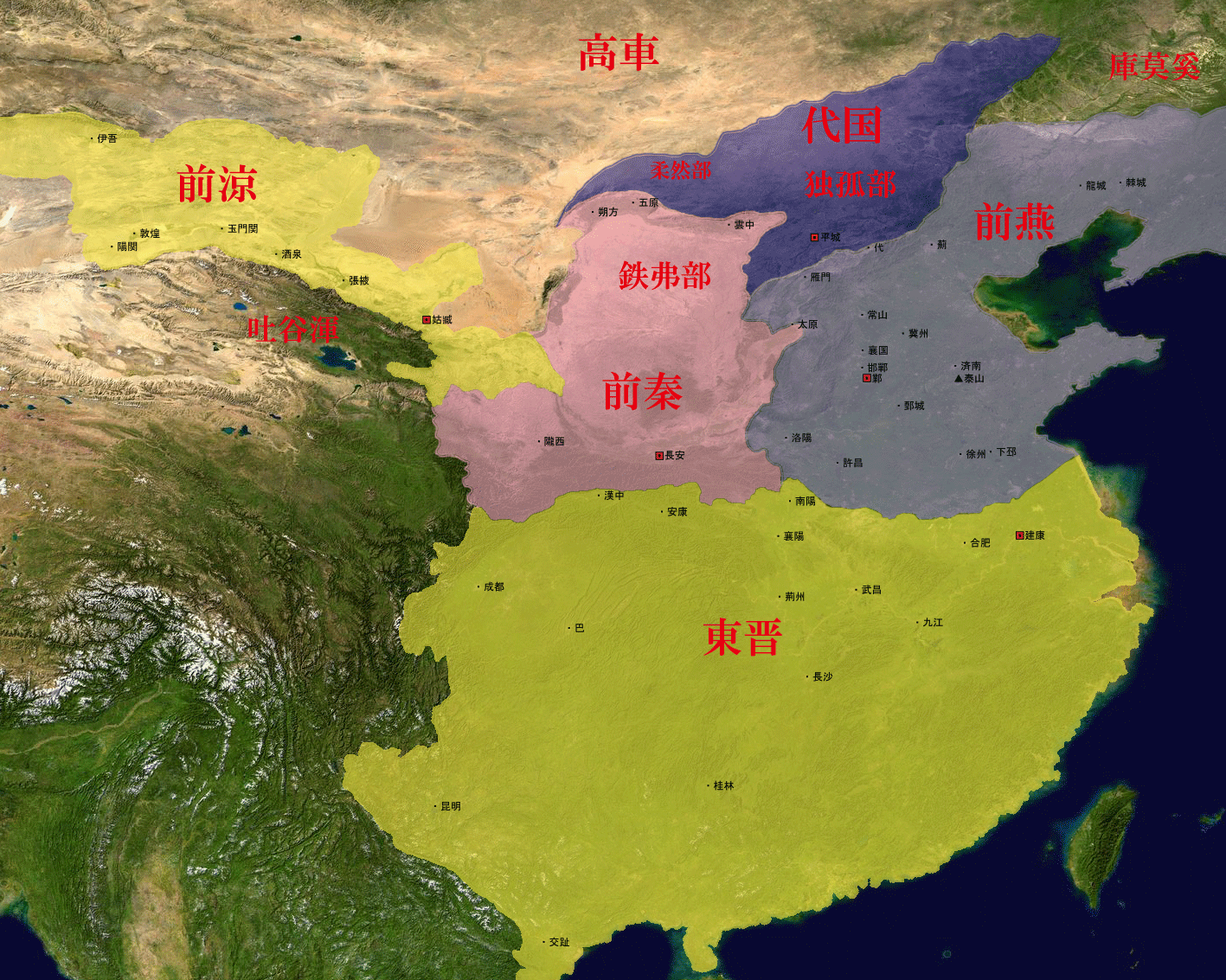
華北の前秦と前燕の対峙。

同じ頃、後趙の支配力が及ばなくなった陝西地方では、氐族の苻洪が秦王を名乗り、息子の苻健が長安に入って秦皇帝に即位した。彼らの建てた国は前秦と呼ばれる。一連の混乱に乗じて、東晋の将軍桓温は成漢を滅亡させて四川を東晋の版図に組み入れ、354年に北伐を行い前秦を攻めるが撃退された。桓温は一旦兵を引き上げるが、356年に再び北伐を行い、洛陽を占領した。
前燕では慕容恪の指揮の下、後趙や段部などの残党を平定し、河南にもその勢力を拡大していた。360年に慕容儁が死去すると息子の慕容暐が継いだが、若年であったため叔父の慕容恪が実質的な指導者となった。慕容恪は前燕の勢力をさらに拡大、364年8月には東晋から洛陽を奪い、366年までに淮北をほぼ制圧し、前燕は全盛期を迎えた。360年中頃には前燕が華北の東を前秦が西を領有して、前趙・後趙の時と同じように東西での睨み合いの状態となった。
苻健の跡を継いだ苻生は横暴で周囲の不満を買い、従弟の苻堅によるクーデターで殺害された。苻堅は優れた人物で、漢人の王猛を登用してその献言に従い、370年には慕容恪の病死により揺らいでいた前燕を滅ぼし、華北最大の勢力となった。苻堅は、371年には甘粛に拠っていた仇池を、376年には山西北部に割拠する鮮卑拓跋部の代と前涼を滅ぼして華北を統一した。さらに朝鮮半島の高句麗と新羅を朝貢国とし、勢力は大きく奮った。

### 淝水の戦い

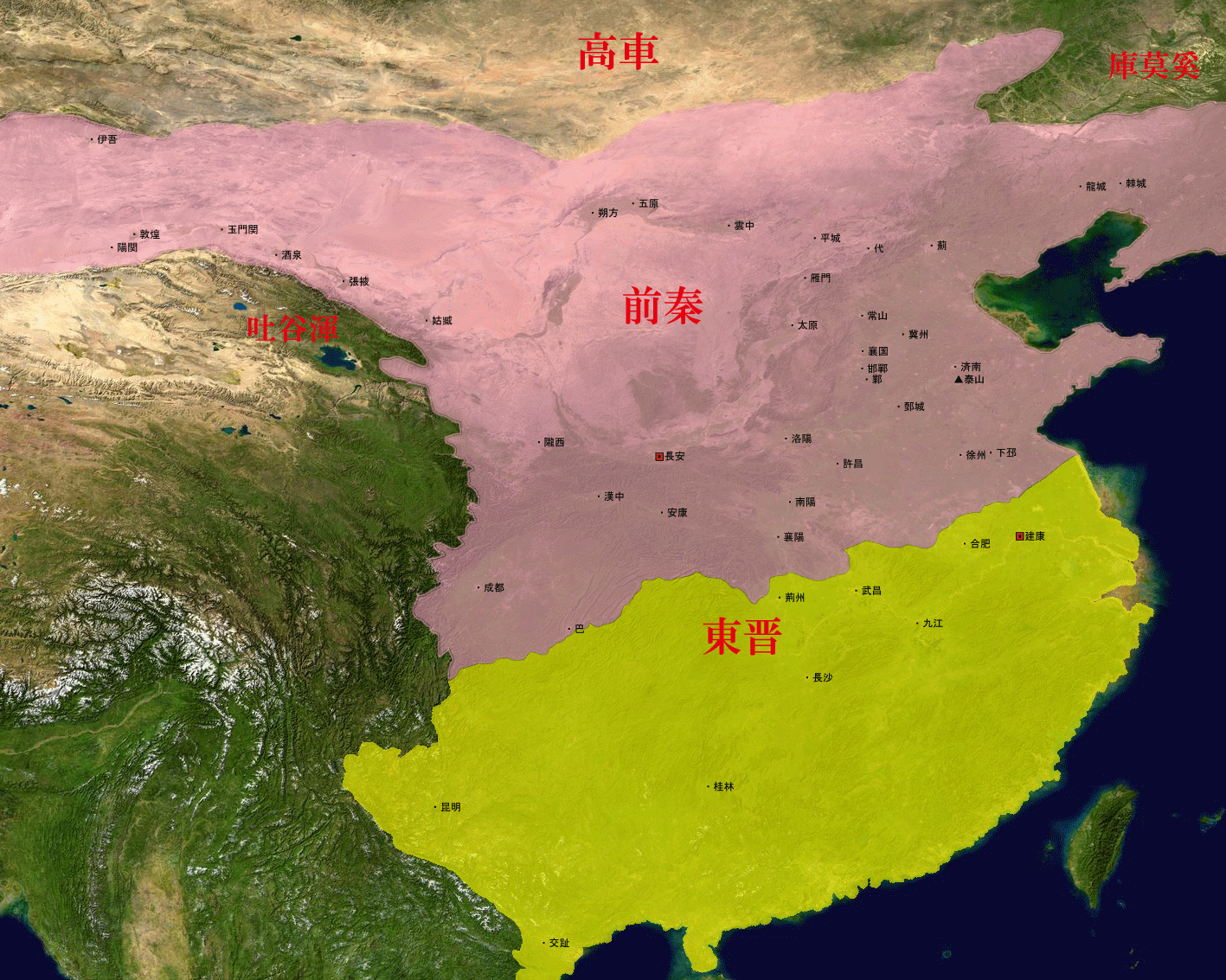
華北を統一した前秦。

さらに苻堅は、中国の統一を目指して東晋遠征を計画する。王猛は375年に死去しており、臨終の際に東晋への遠征は止めるよう遺言した。しかし苻堅はこれを聞き入れず、遠征を決行する。
383年、苻堅は100万と号する親征軍を南下させた。これに対する東晋軍は謝安を大都督とした8万で迎え撃った。両軍は淝水（現在の安徽省寿県）を挟んで対峙する。前秦軍は一旦、兵を後退させ、東晋軍が河を渡ったところで攻撃しようとした。しかし後退させたことで陣形が崩れ、そこを東晋軍に突かれて大混乱に陥り、前秦軍は大敗した（淝水の戦い）。
前秦軍は様々な民族の混成であり、先の戦いで東晋から捕虜となっていた将軍なども起用されていた。苻堅は残軍をまとめて帰還するが、これを見た配下の諸部族は反旗を翻した。旧前燕の領土には後燕が、山西では代と西燕、陝西には後秦・西秦が、甘粛には後涼が建てられた。さらにその後の混乱から陝西に夏、甘粛に北涼・南涼・西涼、山東に南燕などが乱立し、華北は再び騒乱状態となった。

### 淝水の戦い後

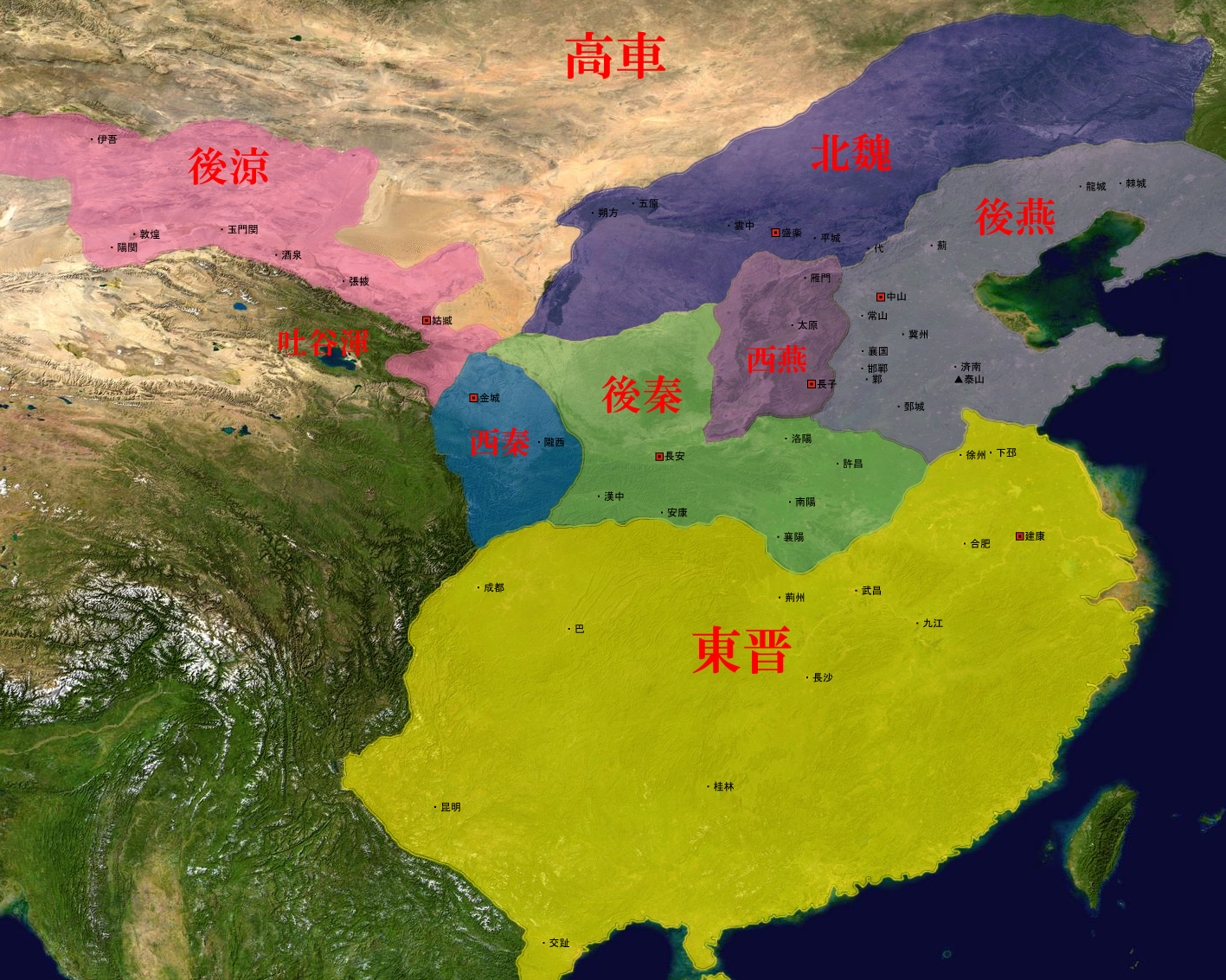
淝水の戦い後。

これらの国々が乱立する中で、前燕の慕容儁の弟の慕容垂によって建てられた後燕と、羌の族長姚萇によって建てられた後秦が次第に強大となる。394年に後燕は西燕を、同年に後秦は前秦をそれぞれ滅ぼして領土を拡大し、両者の睨み合いとなるかと見えたが、代から改称した鮮卑拓跋部による北魏が台頭する。
後燕は、395年に北魏に対して遠征を行ったが大敗した（参合陂の戦い）。翌年に慕容垂が死去し、398年には慕容垂の弟の慕容徳が離反して南燕を建て、さらには北魏に領土の大半を奪われるなど、後燕は一気に頽勢となった。407年、漢人の馮跋が高句麗の王族出身の慕容雲（元の名は高雲）を擁立したことで後燕は滅亡する。馮跋の政権は北燕と史称されるが、保持した領地は遼東と遼西のみの狭い地域である。

### 後秦の躍進と夏の独立

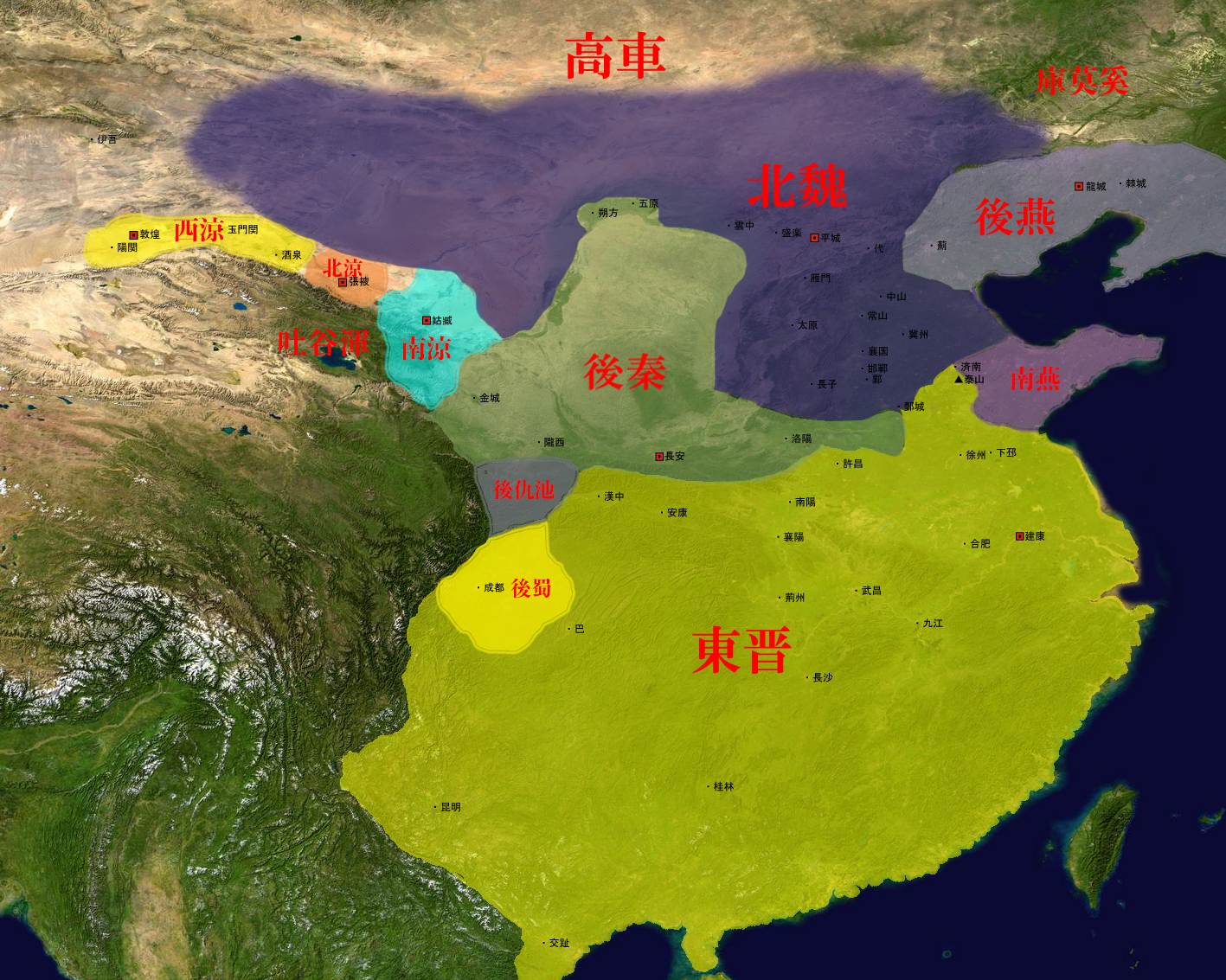
後秦の躍進。

後秦は、400年前後の最盛期の姚興の代に周辺国（西秦、南涼、北涼、西涼、後蜀）を一時的に従えた。しかし402年に北魏に大敗し（柴壁の戦い）、また西秦や後涼との抗争を続けていた407年に、配下の赫連勃勃が自立して夏を建て、騎馬を活かした攻撃を仕掛けて後秦の国力を疲弊させた。
最終的に後秦は417年に東晋の劉裕（南朝宋の創建者）が率いる遠征軍により滅ぼされた。劉裕は南燕も410年に滅ぼしており、これらの軍功をもって420年に東晋から禅譲を受けて宋を建てた。417年、劉裕が長安（後秦の首都）から東晋に引き上げると、赫連勃勃は長安を奪取し、夏は華北において北魏と並び立った。

### 北魏の華北統一

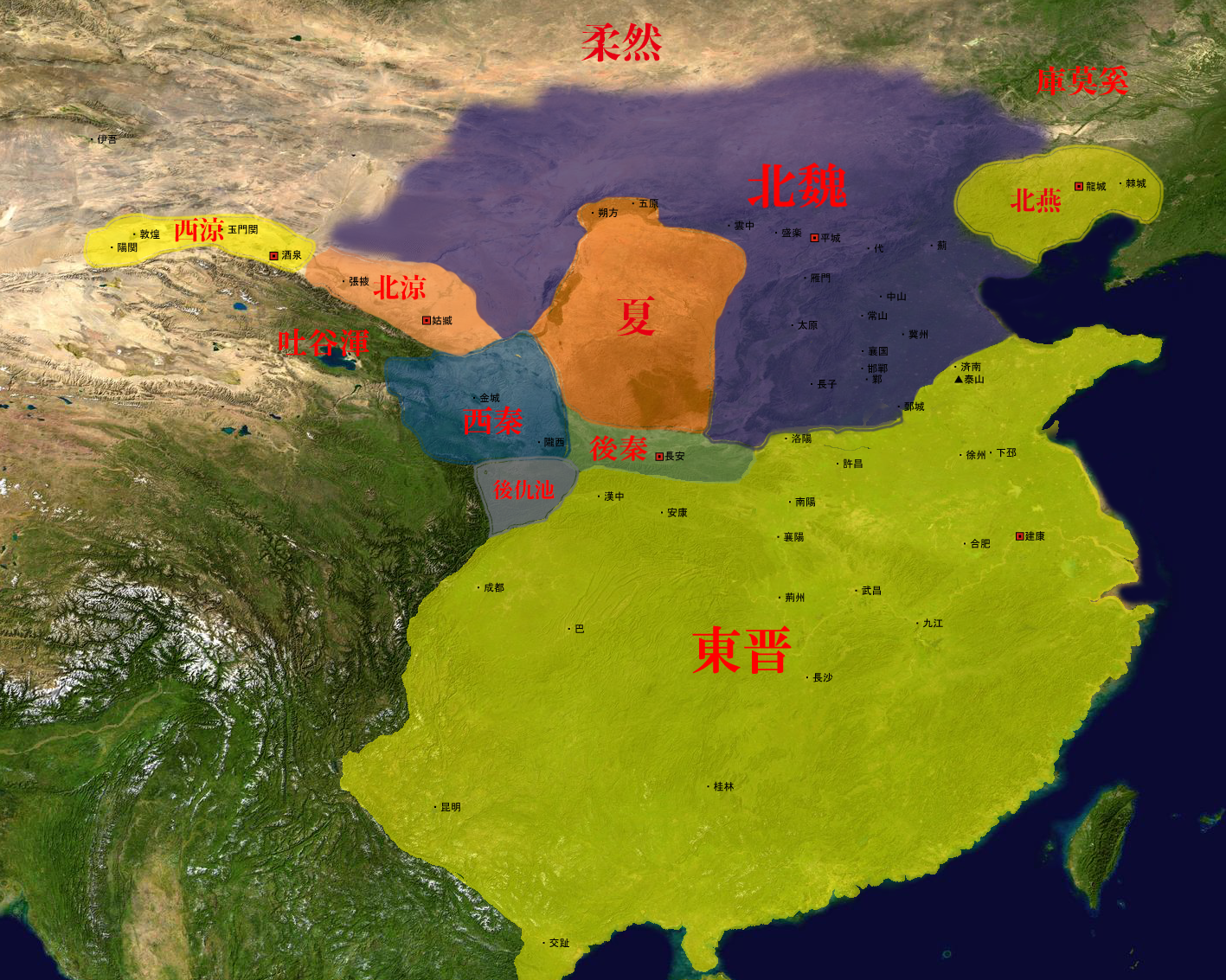
夏の独立。

赫連勃勃は425年に死去し、後継である子の赫連昌は427年に北魏によって夏の首都・統万城を落とされ、翌年に捕虜となる。次に即位した弟の赫連定も北魏に大敗し、431年に西秦を滅ぼすも吐谷渾によって北魏に送還され、処刑された。
北魏は436年に北燕を滅ぼし、439年には甘粛地方を統一していた北涼を滅ぼして華北を統一した。これをもって五胡十六国時代は終わり、南北朝時代の始まりとなる。

## 宗教
五胡十六国時代は、中国における宗教の概念をそれ以前と一変させた時代であるといえる。その最大の特徴は、外来宗教である仏教の受容の仕方に現れている。五胡の君主の大多数は非漢民族（異民族）ではあったが、儒教を尊崇する君主もあれば、老荘思想を志向する者も見られた。そんな中で当時の社会不安が高まり、戦乱が打ち続く華北において飛躍的に拡がったのは、仏教であった。
魏晋の社会では、仏教は依然として外来の宗教であったが、五胡の君主たちは、自らが仏教徒となると共に、仏教による民衆教化を図った。
五胡の君主たちは高僧を霊異ある者として遇し、政治顧問や軍師として用いる例も多かった。よく知られる例は、後趙の石勒と石虎に崇拝された仏図澄である。仏図澄の門下は、釈道安や竺僧朗らの漢民族の高僧を輩出し、仏教をより広い地域に広めた。
前秦の苻堅は、襄陽の道安を武力によって獲得し、さらに道安の推薦で亀茲で名高かった鳩摩羅什を長安に迎えようとした。しかし亀茲から迎え入れる最中に前秦は実質的に滅び、鳩摩羅什は後涼に留まることになった。最終的には後秦の姚興が鳩摩羅什を長安に迎えいれ、盛んに訳経事業を行った。後秦は中国において仏教の国家支援をした最初の国である。
泰山に入った僧朗には、東晋の孝武帝を含む6人の君主が施物を献じて自らの国に迎えようとした。

## 五胡十六国時代の諸国

### 民族（五胡）
- 匈奴
- 鮮卑
- 羯
- 羌
- 氐

### 国（十六国他）
| 国名 | 始祖     | 存続年        | 民族           |
| ---- | -------- | ------------- | -------------- |
| 前涼 | 張軌     | 301年 - 376年 | 漢族           |
| 前趙 | 劉淵     | 304年 - 329年 | 匈奴           |
| 成漢 | 李特     | 304年 - 347年 | 巴賨（氐）     |
| 後趙 | 石勒     | 319年 - 351年 | 羯             |
| 前燕 | 慕容皝   | 337年 - 370年 | 鮮卑           |
| 前秦 | 苻健     | 351年 - 394年 | 氐             |
| 後燕 | 慕容垂   | 384年 - 409年 | 鮮卑           |
| 後秦 | 姚萇     | 384年 - 417年 | 羌             |
| 西秦 | 乞伏国仁 | 385年 - 431年 | 鮮卑           |
| 後涼 | 呂光     | 389年 - 403年 | 氐             |
| 南涼 | 禿髪烏孤 | 397年 - 414年 | 鮮卑           |
| 北涼 | 沮渠蒙遜 | 397年 - 439年 | 盧水胡（匈奴） |
| 南燕 | 慕容徳   | 398年 - 410年 | 鮮卑           |
| 西涼 | 李暠     | 400年 - 421年 | 漢族           |
| 夏   | 赫連勃勃 | 407年 - 431年 | 匈奴           |
| 北燕 | 馮跋     | 409年 - 436年 | 漢族           |

| 国名 | 始祖     | 存続年        | 民族 |
| ---- | -------- | ------------- | ---- |
| 仇池 | 楊茂搜   | 296年 - 506年 | 氐   |
| 代   | 拓跋猗盧 | 315年 - 376年 | 鮮卑 |
| 冉魏 | 冉閔     | 350年 - 352年 | 漢族 |
| 西燕 | 慕容泓   | 384年 - 394年 | 鮮卑 |
| 翟魏 | 翟遼     | 388年 - 392年 | 丁零 |
| 後蜀 | 譙縦     | 405年 - 413年 | 漢族 |

## 十六国の興亡
| 鮮卑 匈奴 羯 氐 羌 丁零 漢民族 |                                                      |                                                      |                                                      |                                                      |                                                      |                                                      |                                                      |                                                      |                                                      |                                                      |                                                      |               |  |
|                                |                                                      |                                                      |                                                      |                                                      |                                                      |                                                      |                                                      |                                                      |                                                      |                                                      |                                                      |               |  |
| 303                            | 304年に成漢、前趙が独立し西晋の崩壊が始まる          | 304年に成漢、前趙が独立し西晋の崩壊が始まる          | 304年に成漢、前趙が独立し西晋の崩壊が始まる          | 304年に成漢、前趙が独立し西晋の崩壊が始まる          | 304年に成漢、前趙が独立し西晋の崩壊が始まる          | 304年に成漢、前趙が独立し西晋の崩壊が始まる          | 304年に成漢、前趙が独立し西晋の崩壊が始まる          | 304年に成漢、前趙が独立し西晋の崩壊が始まる          | 304年に成漢、前趙が独立し西晋の崩壊が始まる          | 304年に成漢、前趙が独立し西晋の崩壊が始まる          | 304年に成漢、前趙が独立し西晋の崩壊が始まる          | 西晋* 266-317 |  |
| 304                            |                                                      |                                                      |                                                      |                                                      |                                                      | 成漢 304-47                                          |                                                      | 前趙 304-29                                          |                                                      |                                                      |                                                      | 西晋* 266-317 |  |
| 314                            |                                                      |                                                      |                                                      | 前涼 314-76                                          |                                                      | 成漢 304-47                                          |                                                      | 前趙 304-29                                          |                                                      |                                                      |                                                      | 西晋* 266-317 |  |
| 315                            | 代* 315-76                                           |                                                      |                                                      | 前涼 314-76                                          |                                                      | 成漢 304-47                                          |                                                      | 前趙 304-29                                          |                                                      |                                                      |                                                      | 西晋* 266-317 |  |
| 317                            | 代* 315-76                                           |                                                      |                                                      | 前涼 314-76                                          |                                                      | 成漢 304-47                                          |                                                      | 前趙 304-29                                          |                                                      |                                                      |                                                      | 西晋* 266-317 |  |
| 318                            | 代* 315-76                                           |                                                      |                                                      | 前涼 314-76                                          |                                                      | 成漢 304-47                                          |                                                      | 前趙 304-29                                          |                                                      |                                                      |                                                      | 東晋* 317-420 |  |
| 319                            | 代* 315-76                                           |                                                      |                                                      | 前涼 314-76                                          |                                                      | 成漢 304-47                                          |                                                      | 前趙 304-29                                          | 後趙 319-51                                          |                                                      |                                                      | 東晋* 317-420 |  |
| 329                            | 代* 315-76                                           |                                                      |                                                      | 前涼 314-76                                          |                                                      | 成漢 304-47                                          |                                                      | 前趙 304-29                                          | 後趙 319-51                                          |                                                      |                                                      | 東晋* 317-420 |  |
| 330                            | 代* 315-76                                           |                                                      |                                                      | 前涼 314-76                                          |                                                      | 成漢 304-47                                          |                                                      |                                                      | 後趙 319-51                                          |                                                      |                                                      | 東晋* 317-420 |  |
| 337                            | 代* 315-76                                           |                                                      |                                                      | 前涼 314-76                                          |                                                      | 成漢 304-47                                          |                                                      |                                                      | 後趙 319-51                                          |                                                      | 前燕 337-70                                          | 東晋* 317-420 |  |
| 347                            | 代* 315-76                                           |                                                      |                                                      | 前涼 314-76                                          |                                                      | 成漢 304-47                                          |                                                      |                                                      | 後趙 319-51                                          |                                                      | 前燕 337-70                                          | 東晋* 317-420 |  |
| 350                            | 代* 315-76                                           |                                                      |                                                      | 前涼 314-76                                          |                                                      |                                                      |                                                      |                                                      | 後趙 319-51                                          | 冉魏* 350-52                                         | 前燕 337-70                                          | 東晋* 317-420 |  |
| 351                            | 代* 315-76                                           |                                                      |                                                      | 前涼 314-76                                          |                                                      |                                                      |                                                      | 前秦 351-94                                          | 後趙 319-51                                          | 冉魏* 350-52                                         | 前燕 337-70                                          | 東晋* 317-420 |  |
| 352                            | 代* 315-76                                           |                                                      |                                                      | 前涼 314-76                                          |                                                      |                                                      |                                                      | 前秦 351-94                                          |                                                      | 冉魏* 350-52                                         | 前燕 337-70                                          | 東晋* 317-420 |  |
| 353                            | 代* 315-76                                           |                                                      |                                                      | 前涼 314-76                                          |                                                      |                                                      |                                                      | 前秦 351-94                                          |                                                      |                                                      | 前燕 337-70                                          | 東晋* 317-420 |  |
| 370                            | 代* 315-76                                           |                                                      |                                                      | 前涼 314-76                                          |                                                      |                                                      |                                                      | 前秦 351-94                                          |                                                      |                                                      | 前燕 337-70                                          | 東晋* 317-420 |  |
| 376                            | 代* 315-76                                           |                                                      |                                                      | 前涼 314-76                                          |                                                      |                                                      |                                                      | 前秦 351-94                                          |                                                      |                                                      |                                                      | 東晋* 317-420 |  |
| 377                            | 376年から383年にかけて、前秦は一時的に中国北部を統一 | 376年から383年にかけて、前秦は一時的に中国北部を統一 | 376年から383年にかけて、前秦は一時的に中国北部を統一 | 376年から383年にかけて、前秦は一時的に中国北部を統一 | 376年から383年にかけて、前秦は一時的に中国北部を統一 | 376年から383年にかけて、前秦は一時的に中国北部を統一 | 376年から383年にかけて、前秦は一時的に中国北部を統一 | 376年から383年にかけて、前秦は一時的に中国北部を統一 | 376年から383年にかけて、前秦は一時的に中国北部を統一 | 376年から383年にかけて、前秦は一時的に中国北部を統一 | 376年から383年にかけて、前秦は一時的に中国北部を統一 | 東晋* 317-420 |  |
| 384                            | 北魏* 386-534                                        |                                                      |                                                      |                                                      |                                                      |                                                      | 後秦 384-421                                         | 前秦 351-94                                          | 西燕* 384-94                                         |                                                      | 後燕 384-407                                         | 東晋* 317-420 |  |
| 385                            | 北魏* 386-534                                        |                                                      |                                                      |                                                      |                                                      | 西秦 385-400                                         | 後秦 384-421                                         | 前秦 351-94                                          | 西燕* 384-94                                         |                                                      | 後燕 384-407                                         | 東晋* 317-420 |  |
| 388                            | 北魏* 386-534                                        |                                                      |                                                      |                                                      |                                                      | 西秦 385-400                                         | 後秦 384-421                                         | 前秦 351-94                                          | 西燕* 384-94                                         | 翟魏* 388-92                                         | 後燕 384-407                                         | 東晋* 317-420 |  |
| 389                            | 北魏* 386-534                                        |                                                      |                                                      | 後涼 389-403                                         |                                                      | 西秦 385-400                                         | 後秦 384-421                                         | 前秦 351-94                                          | 西燕* 384-94                                         | 翟魏* 388-92                                         | 後燕 384-407                                         | 東晋* 317-420 |  |
| 392                            | 北魏* 386-534                                        |                                                      |                                                      | 後涼 389-403                                         |                                                      | 西秦 385-400                                         | 後秦 384-421                                         | 前秦 351-94                                          | 西燕* 384-94                                         | 翟魏* 388-92                                         | 後燕 384-407                                         | 東晋* 317-420 |  |
| 394                            | 北魏* 386-534                                        |                                                      |                                                      | 後涼 389-403                                         |                                                      | 西秦 385-400                                         | 後秦 384-421                                         | 前秦 351-94                                          | 西燕* 384-94                                         |                                                      | 後燕 384-407                                         | 東晋* 317-420 |  |
| 397                            | 北魏* 386-534                                        |                                                      | 南涼 397-414                                         | 後涼 389-403                                         | 北涼 397-439                                         | 西秦 385-400                                         | 後秦 384-421                                         |                                                      |                                                      |                                                      | 後燕 384-407                                         | 東晋* 317-420 |  |
| 398                            | 北魏* 386-534                                        |                                                      | 南涼 397-414                                         | 後涼 389-403                                         | 北涼 397-439                                         | 西秦 385-400                                         | 後秦 384-421                                         |                                                      | 南燕 398-410                                         |                                                      | 後燕 384-407                                         | 東晋* 317-420 |  |
| 400                            | 北魏* 386-534                                        | 西涼 400-21                                          | 南涼 397-414                                         | 後涼 389-403                                         | 北涼 397-439                                         | 西秦 385-400                                         | 後秦 384-421                                         |                                                      | 南燕 398-410                                         |                                                      | 後燕 384-407                                         | 東晋* 317-420 |  |
| 403                            | 北魏* 386-534                                        | 西涼 400-21                                          | 南涼 397-414                                         | 後涼 389-403                                         | 北涼 397-439                                         |                                                      | 後秦 384-421                                         |                                                      | 南燕 398-410                                         |                                                      | 後燕 384-407                                         | 東晋* 317-420 |  |
| 404                            | 北魏* 386-534                                        | 西涼 400-21                                          | 南涼 397-414                                         |                                                      | 北涼 397-439                                         |                                                      | 後秦 384-421                                         |                                                      | 南燕 398-410                                         |                                                      | 後燕 384-407                                         | 東晋* 317-420 |  |
| 407                            | 北魏* 386-534                                        | 西涼 400-21                                          | 南涼 397-414                                         |                                                      | 北涼 397-439                                         |                                                      | 後秦 384-421                                         | 夏 407-31                                            | 南燕 398-410                                         |                                                      | 後燕 384-407                                         | 東晋* 317-420 |  |
| 409                            | 北魏* 386-534                                        | 西涼 400-21                                          | 南涼 397-414                                         |                                                      | 北涼 397-439                                         | 西秦 (再興) 409-31                                   | 後秦 384-421                                         | 夏 407-31                                            | 南燕 398-410                                         |                                                      | 北燕 409-36                                          | 東晋* 317-420 |  |
| 410                            | 北魏* 386-534                                        | 西涼 400-21                                          | 南涼 397-414                                         |                                                      | 北涼 397-439                                         | 西秦 (再興) 409-31                                   | 後秦 384-421                                         | 夏 407-31                                            |                                                      |                                                      | 北燕 409-36                                          | 東晋* 317-420 |  |
| 414                            | 北魏* 386-534                                        | 西涼 400-21                                          | 南涼 397-414                                         |                                                      | 北涼 397-439                                         | 西秦 (再興) 409-31                                   | 後秦 384-421                                         | 夏 407-31                                            |                                                      |                                                      | 北燕 409-36                                          | 東晋* 317-420 |  |
| 417                            | 北魏* 386-534                                        | 西涼 400-21                                          |                                                      |                                                      | 北涼 397-439                                         | 西秦 (再興) 409-31                                   | 後秦 384-421                                         | 夏 407-31                                            |                                                      |                                                      | 北燕 409-36                                          | 東晋* 317-420 |  |
| 420                            | 北魏* 386-534                                        | 西涼 400-21                                          |                                                      |                                                      | 北涼 397-439                                         | 西秦 (再興) 409-31                                   | 後秦 384-421                                         | 夏 407-31                                            |                                                      |                                                      | 北燕 409-36                                          | 宋* 420-79    |  |
| 421                            | 北魏* 386-534                                        | 西涼 400-21                                          |                                                      |                                                      | 北涼 397-439                                         | 西秦 (再興) 409-31                                   | 後秦 384-421                                         | 夏 407-31                                            |                                                      |                                                      | 北燕 409-36                                          | 宋* 420-79    |  |
| 431                            | 北魏* 386-534                                        |                                                      |                                                      |                                                      | 北涼 397-439                                         | 西秦 (再興) 409-31                                   |                                                      | 夏 407-31                                            |                                                      |                                                      | 北燕 409-36                                          | 宋* 420-79    |  |
| 436                            | 北魏* 386-534                                        |                                                      |                                                      |                                                      | 北涼 397-439                                         |                                                      |                                                      |                                                      |                                                      |                                                      | 北燕 409-36                                          | 宋* 420-79    |  |
| 439                            | 北魏* 386-534                                        |                                                      |                                                      |                                                      | 北涼 397-439                                         |                                                      |                                                      |                                                      |                                                      |                                                      |                                                      | 宋* 420-79    |  |
| 440                            | 北魏* 386-534                                        | 439年、北魏が華北を統一                              | 439年、北魏が華北を統一                              | 439年、北魏が華北を統一                              | 439年、北魏が華北を統一                              | 439年、北魏が華北を統一                              | 439年、北魏が華北を統一                              | 439年、北魏が華北を統一                              | 439年、北魏が華北を統一                              | 439年、北魏が華北を統一                              | 439年、北魏が華北を統一                              | 宋* 420-79    |  |
|                                |                                                      |                                                      |                                                      |                                                      |                                                      |                                                      |                                                      |                                                      |                                                      |                                                      |                                                      |               |  |
|                                |                                                      |                                                      |                                                      |                                                      |                                                      |                                                      |                                                      |                                                      |                                                      |                                                      |                                                      |               |  |
| * は、十六国に含まれない国     |                                                      |                                                      |                                                      |                                                      |                                                      |                                                      |                                                      |                                                      |                                                      |                                                      |                                                      |               |  |